# Sonia Malavisi
Sonia Malavisi (ur. 31 października 1994) – włoska lekkoatletka specjalizująca się w skoku o tyczce.
W 2013 sięgnęła po brąz juniorskich mistrzostw Europy w Rieti. Olimpijka z Rio de Janeiro (2016).
Medalistka mistrzostw Włoch oraz reprezentantka kraju na drużynowych mistrzostwach Europy.
Rekordy życiowe: stadion – 4,51 (17 lipca 2016, Padwa) rekord Włoch młodzieżowców; hala – 4,50 (17 lutego 2019, Ankona i 2 marca 2019, Glasgow).

## Osiągnięcia
| Rok  | Impreza                                  | Miejsce        | Lokata            | Wynik (m) |
| ---- | ---------------------------------------- | -------------- | ----------------- | --------- |
| 2012 | Mistrzostwa świata juniorów              | Barcelona      | el. – 13. miejsce | 4,05      |
| 2013 | Superliga drużynowych mistrzostwa Europy | Gateshead      | 6. miejsce        | 4,25      |
| 2013 | Mistrzostwa Europy juniorów              | Rieti          | 3. miejsce        | 4,20      |
| 2014 | Mistrzostwa Europy                       | Zurych         | el. – 17. miejsce | 4,25      |
| 2015 | Młodzieżowe mistrzostwa Europy           | Tallinn        | 11. miejsce       | 4,05      |
| 2016 | Mistrzostwa Europy                       | Amsterdam      | el. – 20. miejsce | 4,20      |
| 2016 | Igrzyska olimpijskie                     | Rio de Janeiro | el. – 21. miejsce | 4,45      |
| 2017 | Superliga drużynowych mistrzostw Europy  | Lille          | 10. miejsce       | 4,00      |
| 2019 | Halowe mistrzostwa Europy                | Glasgow        | el. – 9. miejsce  | 4,50      |
| 2019 | Uniwersjada                              | Neapol         | 7. miejsce        | 4,31      |
| 2019 | Superliga drużynowych mistrzostwa Europy | Bydgoszcz      | 5. miejsce        | 4,46      |
| 2024 | Mistrzostwa Europy                       | Rzym           | el. – 13. miejsce | 4,40      |